# Place Sainte-Véronique
La place Sainte-Véronique est une place du quartier du Centre de Liège en Belgique entre le quartier des Guillemins au quartier Saint-Gilles. 

## Toponymie
La place doit son nom à l'église Sainte-Véronique qui, selon la légende, aurait été construite en 785 mais dont l'édifice actuel de style néo-classique, a été bâti de 1845 à 1848.
.

## Description
Cette place triangulaire possède plusieurs immeubles de style néo-classique construits à la fin du XIXe siècle. L'animation de la place est essentiellement due à la présence d'établissements scolaires dans ce quartier.

## Rues adjacentes
- Rue Louvrex
- Rue Hemricourt
- Rue Sainte-Véronique
- Rue Fabry